# 戀氨綸

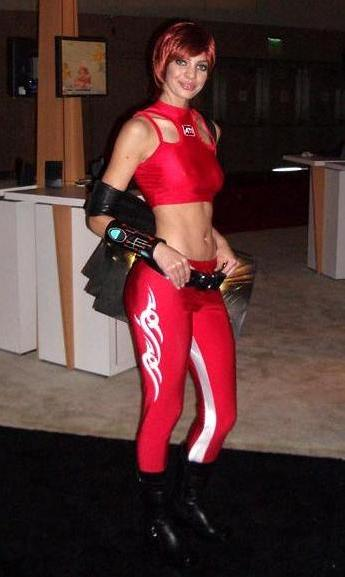
穿著氨綸製品的宣傳模特兒。

氨綸戀（Spandex fetishism）是一種戀物癖，指對於穿著氨綸製品（例如內衣、運動服、運動褲、襪子等）者，或是對自身穿著有特殊迷戀的人。
有些人以萊克拉戀（Lycra fetishism）來指氨綸戀，萊克拉指的是INVISTA公司所生產的氨綸所使用的商標。
關於氨綸戀與其他紡織品迷戀的一種解釋，是因為這些衣著有如皮膚一般。